# Michel Yakovleff
Pour les articles homonymes, voir Iakovlev.
Michel Pierre Stuart Yakovleff, né le 26 avril 1958 à Maisons-Laffitte, est un général de corps d'armée de l'Armée de terre française.
Souvent présenté comme le dernier officier général appelé, il a d'abord fait carrière au sein des troupes blindées, puis dans les états-majors de l'OTAN, atteignant en 2014 le grade de général de corps d'armée. Depuis 2016, il est en deuxième section, intervenant dans plusieurs médias.

## Officier de blindés
Né en 1958, il fait en 1976 son service militaire au 16e régiment de dragons à Noyon, puis au sein du 18e régiment de dragons à Mourmelon, comme aspirant. Admis à l'examen d'entrée de l'École militaire de Saint-Cyr, il fait partie de la promotion Montcalm (1980-1982) et en sort dans l'arme blindée et cavalerie.
De 1983 à 1993, il sert dans les unités de la Légion étrangère, au 1er régiment étranger de cavalerie (1er REC) caserné à Orange, puis à la 13e demi-brigade de Légion étrangère à Djibouti. En 1990, il est déployé en Arabie saoudite comme capitaine du 2e escadron du 1er REC dans le cadre de l'opération Bouclier du désert, puis engagé au combat en 1991 contre les Irakiens lors de l'opération Tempête du désert (guerre du Golfe). Le 1er décembre 1992, il obtient le grade de commandant.
Admis au cours supérieur d'état-major en 1993 avec le grade de chef d'escadrons, il sort du Collège interarmées de Défense en 1995 avec le diplôme du brevet technique d'études militaires supérieures, puis il sert de 1995 à 1997 au 3e régiment de dragons, à Stetten am kalten Markt (au sein des Forces françaises en Allemagne), en tant que chef du bureau opérations. Le 1er décembre 1996, il passe au grade de lieutenant-colonel. En 1997, il est adjoint du général Yves Le Chatelier, commandant de la division multinationale Sud-Est en Bosnie-Herzégovine (au sein de la SFOR).
En 2000, il passe au grade de colonel. De 2001 à 2003, il commande le 1er REC. En 2002 il est une seconde fois, avec une partie de son régiment, projeté à Mostar en Bosnie à la tête du bataillon français (GTRF 17e mandat de la SFOR). Il est ensuite le directeur de la formation à l'École de cavalerie de Saumur.

## Fonctions supérieures
De 2006 à 2007, il est chef du bureau de la PESD au sein des délégations aux affaires stratégiques du ministère de la Défense. En 2007, il a été détaché auprès de Jean-Claude Mallet, alors président de la commission de rédaction du Livre blanc sur la défense et la sécurité nationale publié en 2008. Il est passé aussi par l'état-major interarmées de planification opérationnelle (EMIA PO) à Creil.
Le 1er août 2008, le colonel Yakovleff reçoit le grade de général de brigade et prend le commandement de la 7e brigade blindée à Besançon. Il est une troisième fois projeté, cette fois au Kosovo dans le cadre de la KFOR, avec des détachements de son unité pour former le noyau de la task force multinationale Nord (TFMN-Nord), autour de Mitrovica, de septembre 2008 à janvier 2009.
Il est diplômé du Command and General Staff College à Fort Leavenworth, ainsi que du Joint Forces Staff College (en) à Norfolk. À partir du 21 septembre 2009, le général Yakovleff est le représentant du SACEUR (le commandant suprême des forces alliées en Europe) au comité militaire de l'état-major de l'OTAN à Bruxelles. Le 1er février 2012, il obtient le grade de général de division, puis en septembre 2012 il est nommé sous-chef plans de l'Allied Joint Force Command à Brunssum, devenant le chef d'état-major en avril 2014. Enfin, à partir du 1er octobre 2014, il obtient le rang de général de corps d'armée, avec la fonction de vice-chef d'état-major du SHAPE. Le 1er novembre 2016, il devient chargé de mission auprès du chef d'état-major des armées.

## Présence dans les médias
Après 40 ans de carrière militaire, le général Yakovleff passe en deuxième section (2S), c'est-à-dire qu'il est mis à disposition du ministère (en réserve, pas à la retraite). Il se fait connaître pour l'écriture du livre Tactique théorique, publié en 2006 et réédité en 2009 et 2016, ainsi que des articles dans les revues spécialisées (Inflexions, Défense N@tionale, Les Champs de Mars et NATO Briefs).
Michel Yakovleff fait partie de ceux, nombreux, qui n'ont pas cru à l'invasion de l'Ukraine, et l'a fait savoir. Durant le conflit, il intervient dans plusieurs médias grand public, notamment LCI. Selon Le Figaro, il acquiert alors une notoriété « pour ses bons mots et ses jugements très tranchés sur la guerre en Ukraine ». En octobre 2022, il juge que « l'armée russe se délite jour après jour et que les soldats qui la composent sont exténués par leur mobilisation », avançant que « Poutine a perdu et il ne le sait pas encore ». En juillet 2023, il estime que « le régime de Poutine est entré en phase terminale ». En juillet 2023, au moment de la contre-offensive de l'été 2023, il affirme que la Russie ne « pouvait pas gagner », que « Poutine vient d'absorber une bonne dose d'Ukrainium » ; en mars 2025 que « Trump est un agent de Poutine […] même s'il n'est pas agent retourné au sens juridique du terme et que c'est juste un convaincu, il est ce que Lénine appelait les idiots utiles : lui il est très idiot et très utile ».